# Арлінгтон (Массачусетс)
Арлінгтон (англ. Arlington) — місто (англ. town) в США, в окрузі Міддлсекс штату Массачусетс. Населення — 46 308 осіб (2020).

## Демографія
Згідно з переписом 2010 року, у місті мешкали 42 844 особи в 18 969 домогосподарствах у складі 10 981 родини. Було 19974 помешкання
Расовий склад населення:
| - 85,7 % — білих - 8,3 % — азіатів - 2,4 % — чорних або афроамериканців - 0,1 % — корінних американців - 1,0 % — осіб інших рас |

До двох чи більше рас належало 2,5 %. Частка іспаномовних становила 3,3 % від усіх жителів.
За віковим діапазоном населення розподілялося таким чином: 20,8 % — особи молодші 18 років, 63,4 % — особи у віці 18—64 років, 15,8 % — особи у віці 65 років та старші. Медіана віку мешканця становила 41,7 року. На 100 осіб жіночої статі у місті припадало 86,8 чоловіків;  на 100 жінок у віці від 18 років та старших — 83,9 чоловіків також старших 18 років.
Середній дохід на одне домашнє господарство  становив 131 213 долари США (медіана — 103 594), а середній дохід на одну сім'ю — 164 083 долари (медіана — 139 063). Медіана доходів становила 88 921 долар для чоловіків та 73 362 долари для жінок. За межею бідності перебувало 5,2 % осіб, у тому числі 3,8 % дітей у віці до 18 років та 10,2 % осіб у віці 65 років та старших.
Цивільне працевлаштоване населення становило 25 052 особи. Основні галузі зайнятості: освіта, охорона здоров'я та соціальна допомога — 30,4 %, науковці, спеціалісти, менеджери — 23,7 %, виробництво — 8,5 %, фінанси, страхування та нерухомість — 7,0 %.